# Geograf globus propil
Geograf globus propil (russisk: Географ глобус пропил) er en russisk spillefilm fra 2013 af Aleksandr Veledinskij.

## Medvirkende
- Konstantin Khabenskij som Victor Sergejevich Sluzjkin
- Jelena Ljadova som Nadja
- Anna Ukolova som Vetka
- Jevgenija Khirivskaja som Kira
- Aleksandr Robak som Budkin